# Église Sainte-Thérèse de Coramba
 (janvier 2023).
L’église Sainte-Thérèse (anglais : St Theresa’s Church) est un édifice religieux catholique de la première moitié du XXe siècle situé à Coramba (en), en Australie.

## Situation et accès
L’édifice est situé au no 10 de la rue Gale, à l’entrée sud-est de Coramba (en), et plus largement vers le centre de la Ville de Coffs Harbour.

## Histoire

### Première pierre
La cérémonie de pose de la première pierre a lieu le 28 novembre 1926.